# Дрег-рейсінг

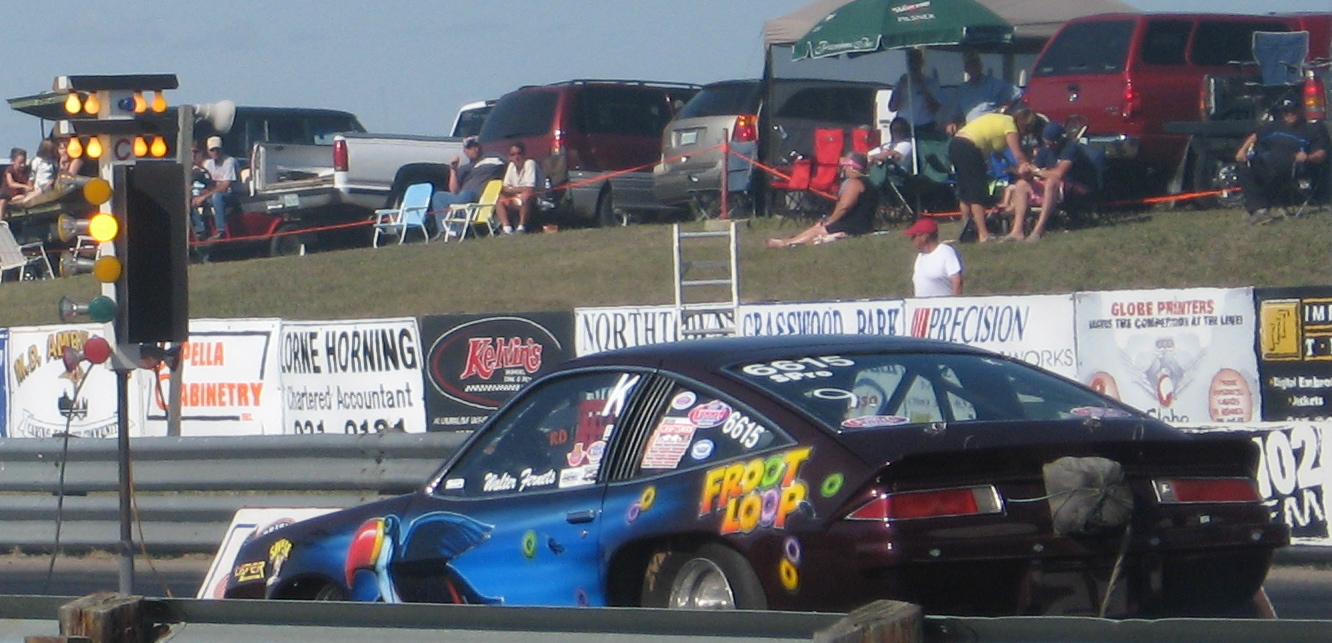
Автомобіль на старті

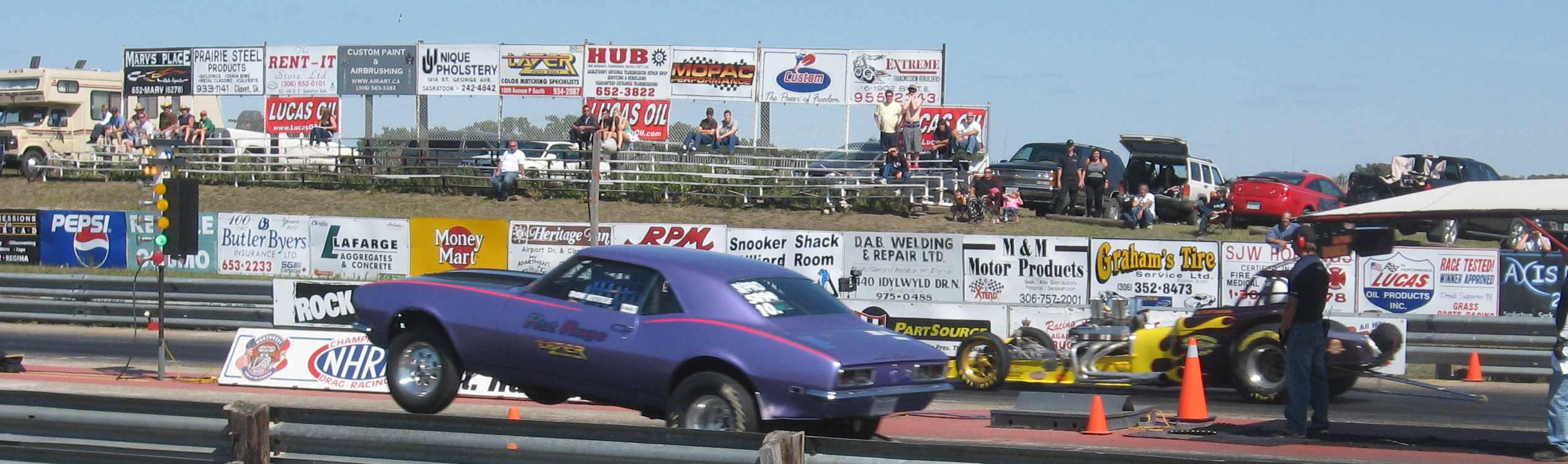
Camaro стартує, а на правій лінії Altered Vision

Дрег-рейсінг — перегони, що є спринтерським заїздом на дистанцію в 402 метри (1/4 милі). Рідше проводяться заїзди на 1/2 милі (близько 804 м), 1/8 милі (201 м) або на мірну милю (1609 м).
По суті дрег-рейсінг, є перегонами на прискорення, що проводиться на прямій трасі.
Особливу популярність перегони цього типу здобули в США, де вони проводяться вже більш як півстоліття. Найпоширенішими дисциплінами є перегони автомобілів і мотоциклів із поршневими двигунами. Однак існують змагання для реактивних автомобілів і мотоциклів, електромобілів, скутерів, велосипедів і навіть тракторів і газонокосарок.

## Дрегстери

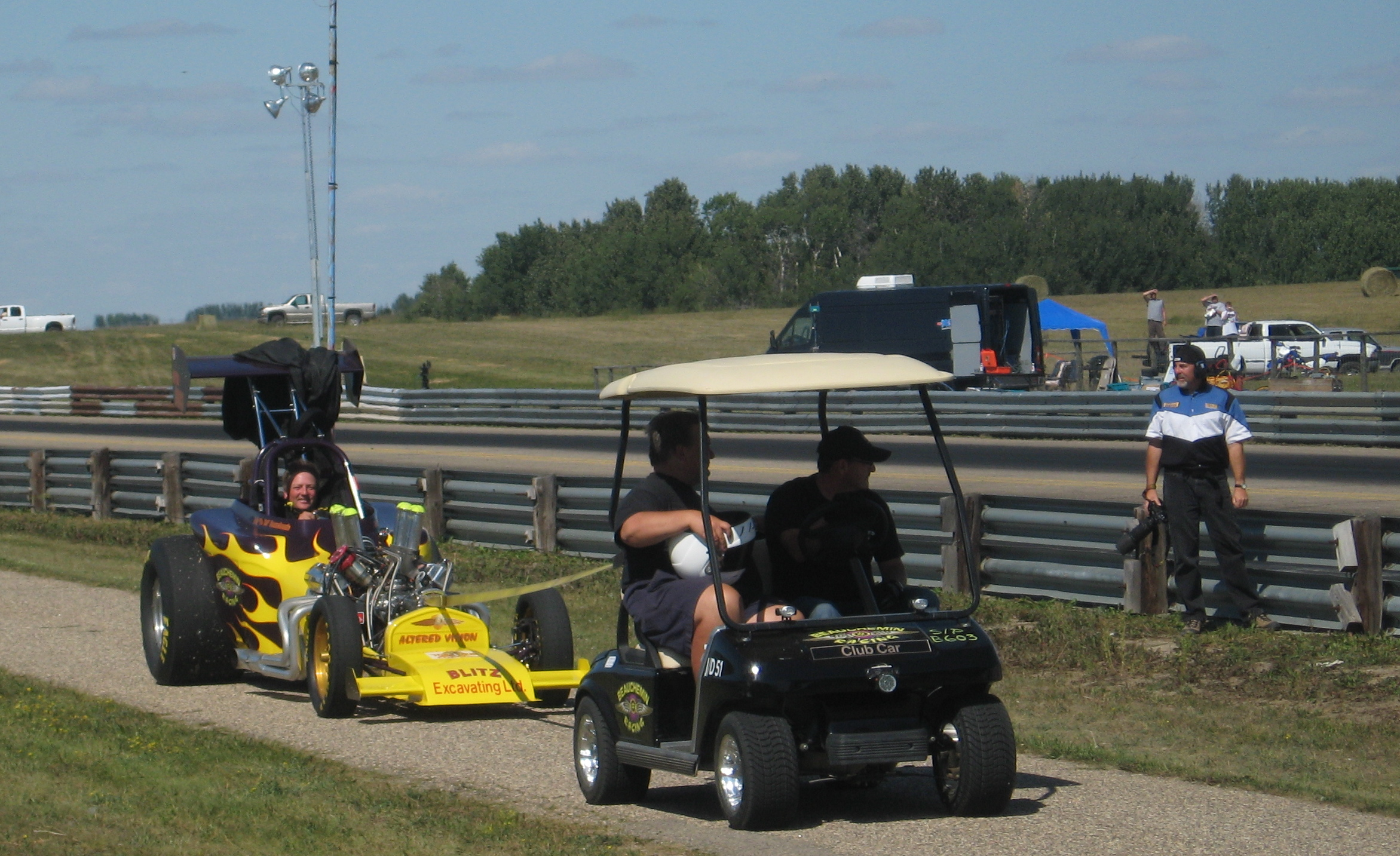

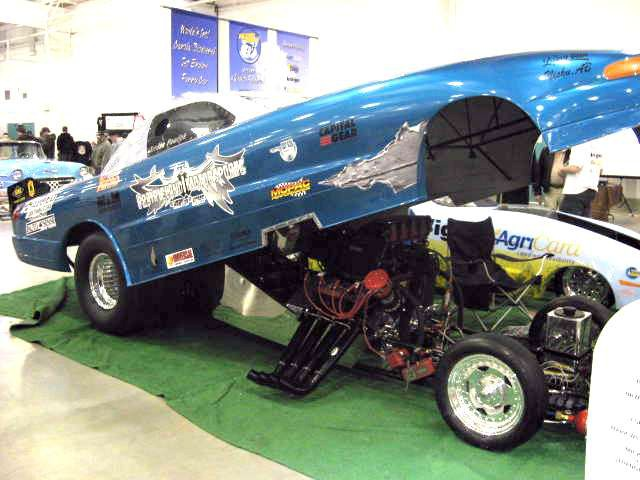

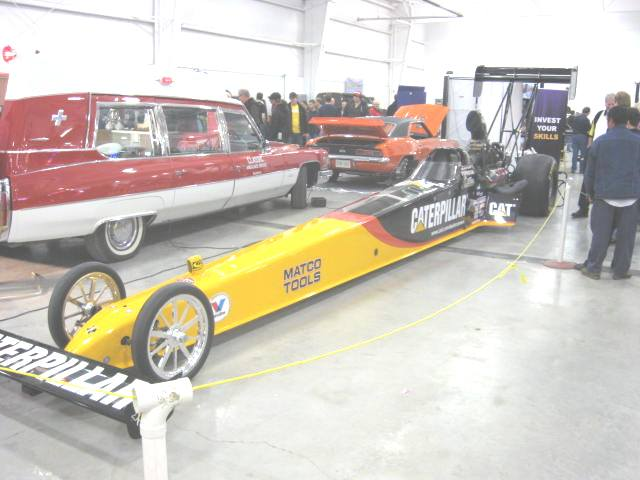

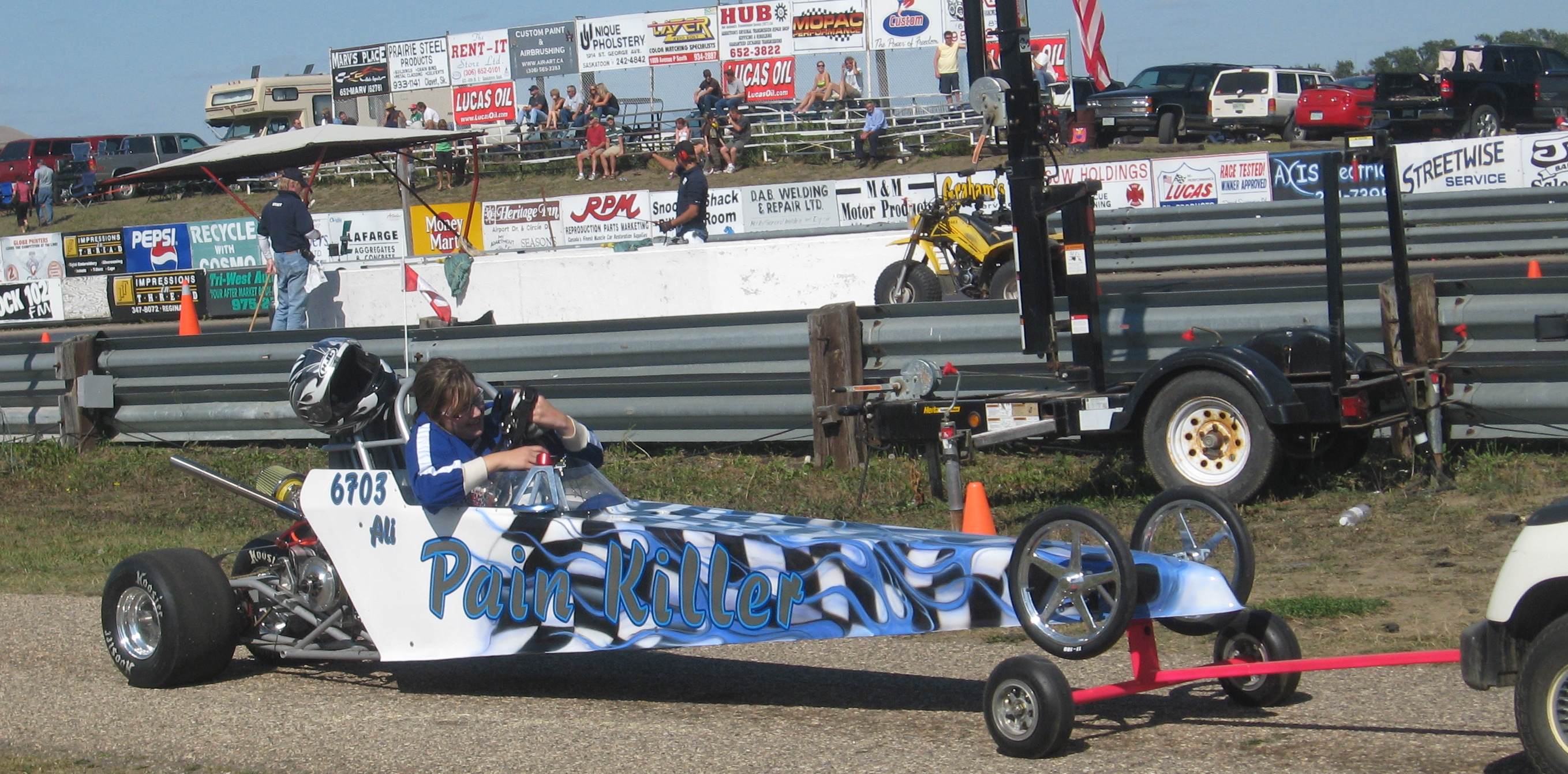

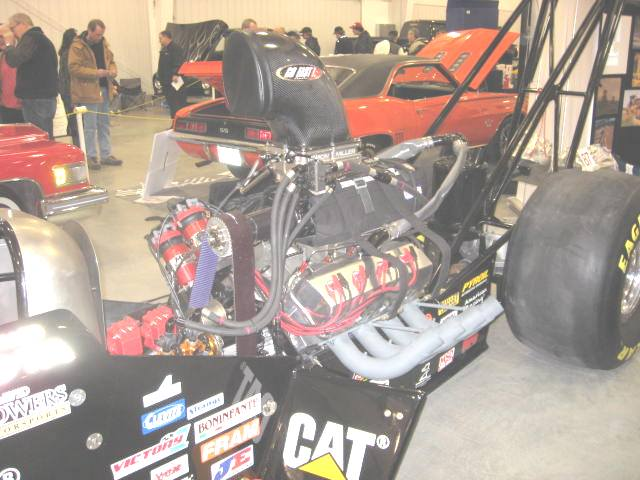

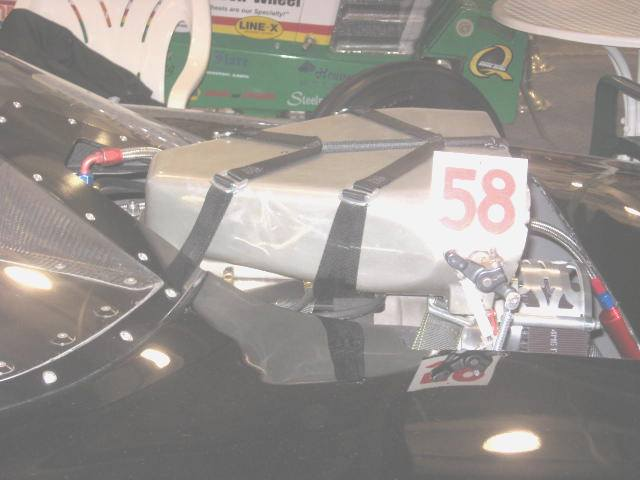

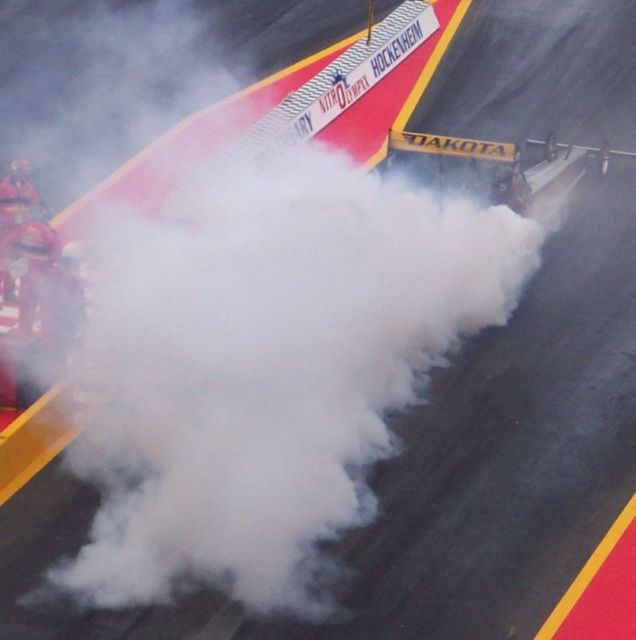
приклад burn-out перед стартом на Hockenheimring, Німеччина.

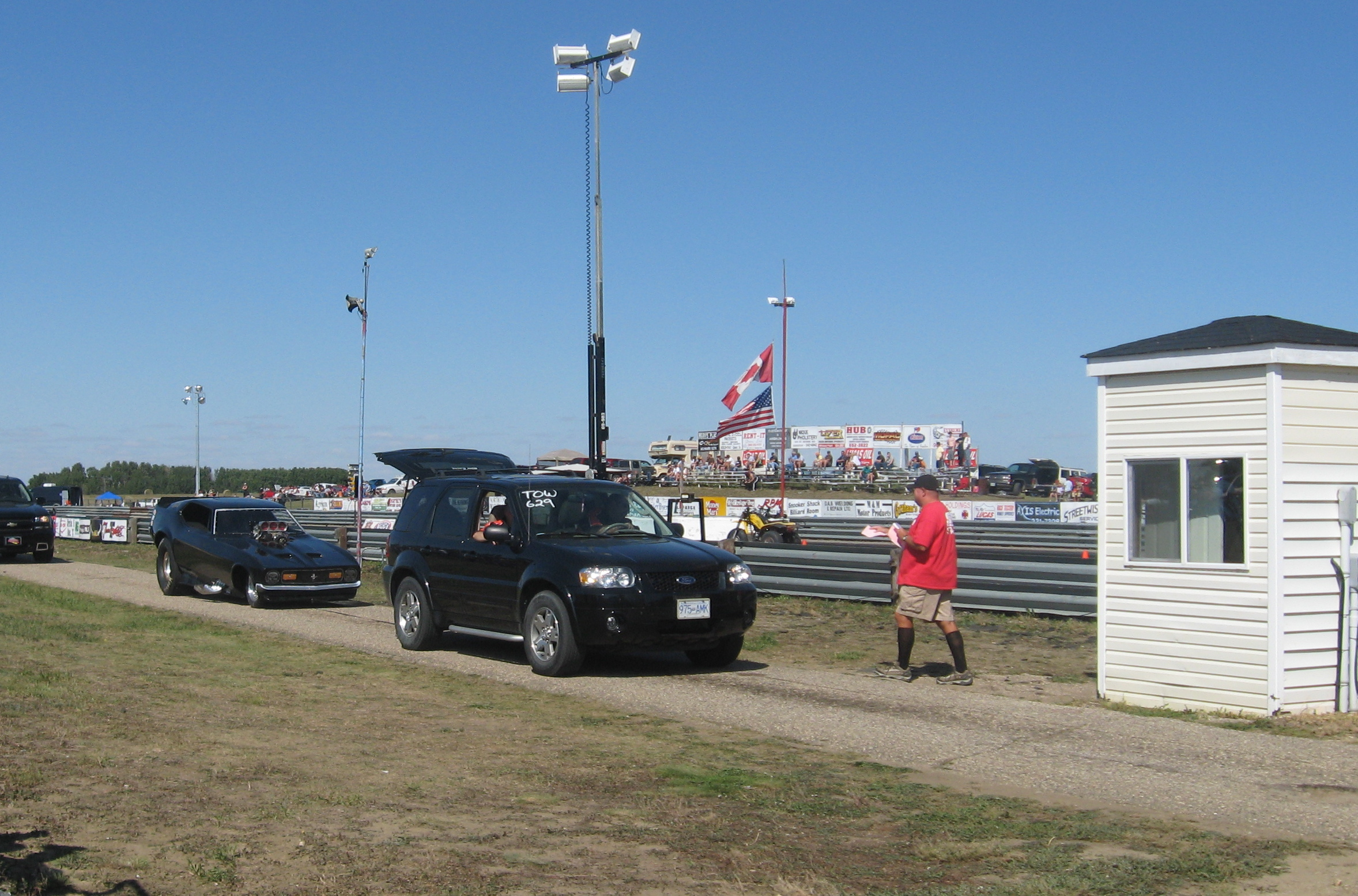

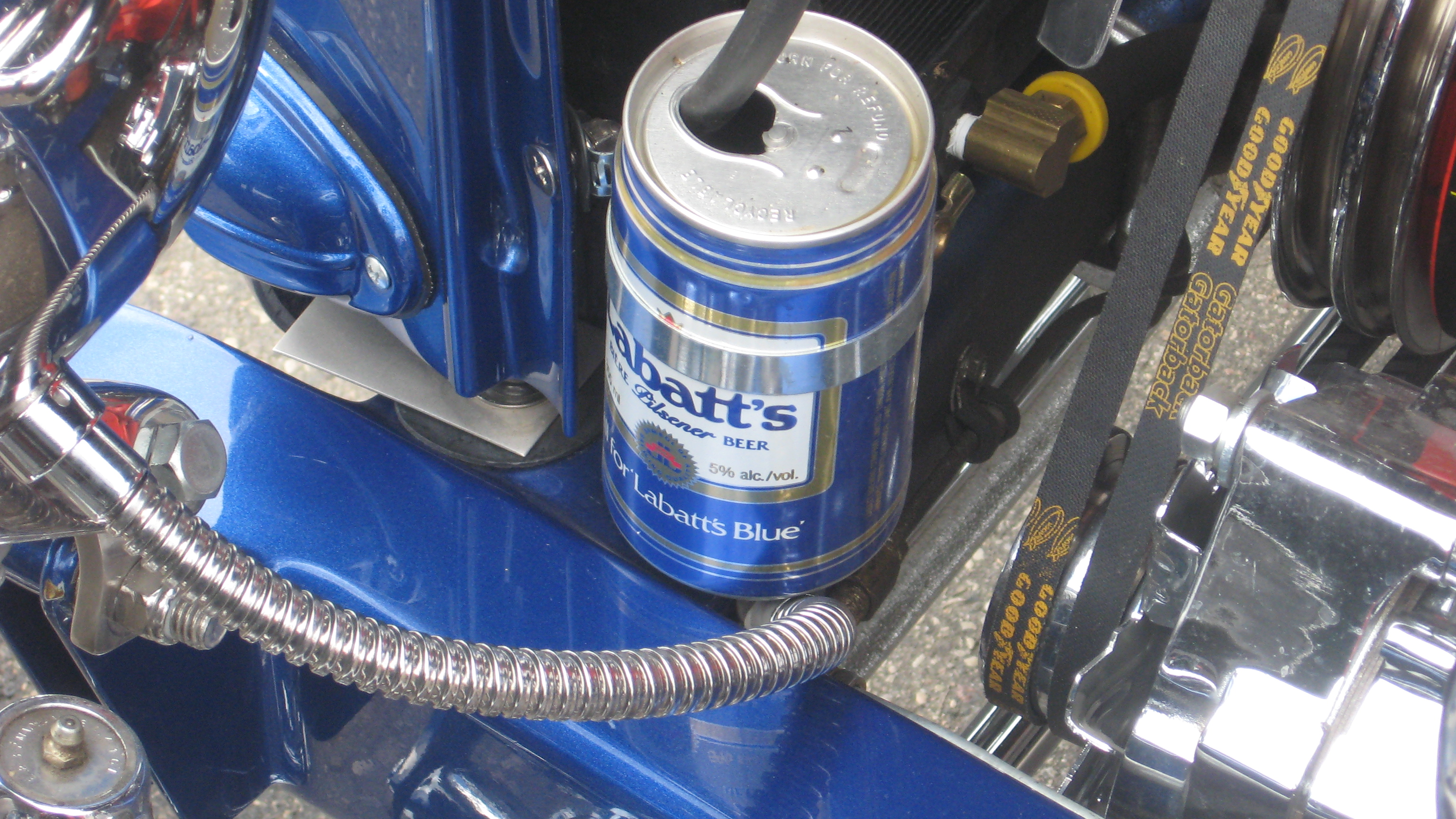

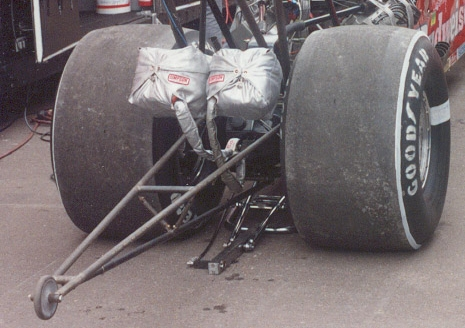

Змагання із дрег-рейсінгу можуть проводитися практично на будь-якому виді транспорту, однак для професійних заїздів будуються спеціальні автомобілі, іменовані дрегстерами. За своєю конструкцією дрегстер являє собою максимально полегшену конструкцію з потужним мотором, органи керування навпаки часто бувають досить примітивні тому що змагання проводяться на ідеально прямій трасі.
Професійні дрегстери мають потужність двигуна більше 6000 к.с. і досягають 7000 к.с. у вищих категоріях при власній масі менше однієї тонни. Подібні автомобілі проходять дистанцію чверть милі за 4,5-4,8 секунди й розганяються до 500-530 км/год. А перші 100 км/год досягають уже за 0,4-0,5 секунди.

## В Україні
В Києві заїзди проводяться вночі нелегально, за містом, в районі Монетного Двору. Також популярні так звані "случайкі", тобто випадкові перегони від світлофора.

## У Росії
Донедавна в Росії заїзди виду «Дрег рейсінг» були напівлегальними й надзвичайно скандальними. Заходи проводилися вночі на пустельних дорогах, часто були конфлікти з міліцією. Але 2002 рік був ознаменований проведенням по всій Росії ряду показових заходів, що не мали спортивного статусу.[джерело?] Змагання моментально зібрали аудиторію від 1,5 до 15 тисяч глядачів.[джерело?] На сьогоднішній день тільки в Москві є понад 20 тисяч послідовників даного виду спорту.[джерело?]
Усі ці події послужили поштовхом до створення в 2002 році Російської Федерації Дрег Рейсінга (РФДР), що об'єднала організаторів і ентузіастів цього виду спорту з різних регіонів країни й ближнього зарубіжжя.
29 травня 2005 року була закінчена робота з будівництва першої траси в Росії для Дрег Рейсінга. Траса розташована за 200 км від м. Красноярська біля п. Балахта і санаторія «Красноярське Загір'я». Через рік, 24 червня 2006 року, траса була названа на честь Дерешева Михайла. Щорічно на трасі проходять змагання із Дрег Рейсінгу — « GT-Сейшн Сибіру й Далекого Сходу».
У цей час існує два[джерело?] добре обладнаних дрег-стрипа в Росії: у московському Тушино й на трасі «Червоне кільце» у Красноярську, де проходить найбільші в Росії змагання із Дрег Рейсінгу — Drag-Bitva. Примітно, що обидва стрипа були споруджені в 2007 році.
Рекорд Росії 8,591 сек установлений 4 липня 2009 р. Романом Нагервадзе (Nissan Skyline GTR33, Ares Motosport, м. Владивосток) у рамках Кубка Росії із Дрег-Рейсінгу в м. Красноярську, траса «Червоне Кільце». У 2008 році рекорд Росії 8,702 сек, був установлений Марією Пановою (Находка) на Toyota Soarer (команда Total Race, Москва) на трасі Червоне Кільце, Красноярськ https://web.archive.org/web/20090814065508/http://2008.drag-bitva.ru/. У 2007 році рекорд Росії був установлений Романом Нагервадзе й склав 8,80 сек. Однак, як і раніше, офіційним рекордом Росії, уважається встановлений після проходження всіх необхідних процедур реєстрації, рекорд Дмитра Вялих (Омськ) на трасі Тушино в рамках перегонів «Гран-прі Москви 2008», що становить близько 9,4 секунди.

## Поділ за класами
Як правило, гонщики, що беруть участь у дрег-рейсінгу діляться на шість класів:
SL — «Вуличний легкий» (Street Light). Серійний або серійний дороблений автомобіль будь-якого виробництва. 4-циліндровий. Об'єм двигуна до 1.600 см³ включно. Сюди входять і російські легкові автомобілі — ГАЗ, АЗЛК, ІЖ до 2.000 см³. Мінімальна вага — 550 кг. 
FS A —- «Вуличний швидкий А» (Fast Street A). Серійний або дороблений серійний легковий автомобіль імпортного виробництва. 4-циліндровий. Об'єм двигуна 1.601-2.000 (не включаючи) куб.см. Мінімальна вага — 550 кг. 
FS B — «Вуличний швидкий В» (Fast Street B). Серійний або серійний дороблений легковий автомобіль імпортного виробництва. 4-циліндровий компресорний або 6-циліндровий атмосферний. Об'єм двигуна 2.000-2.500 (не включаючи) см³. Мінімальна вага — 900 кг. 
FS C — «Вуличний швидкий С» (Fast Street C). Серійний або серійний дороблений легковий автомобіль імпортного виробництва. 4-циліндровий компресорний або 6-циліндровий атмосферний. Об'єм двигуна 2.500-3.000 (включно) см³. Мінімальна вага — 900 кг. 
US — «Вуличний необмежений» (Unlimited Street). Серійний або серійний дороблений легковий автомобіль імпортного виробництва. 6-циліндровий компресорний або 8-и й більше циліндровий атмосферний. Об'єм двигуна понад 3.000 см³. Мінімальна вага — 1.000 кг. 
SS — «Серійний поліпшений» (Super Stock). Серійний легковий автомобіль будь-якого виробництва, що проходить дистанцію 402 метра (1/4 милі) швидше 10 сек., підготовлений для дрег-рейсінга за технічними вимогами і специфікацією FIA SFI (Міжнародної федерації автомобільного спорту) або дорожній автомобіль будь-якого виробництва. 8-циліндровий і більше компресорний. Без обмеження об'єму двигуна. 
Для визначення класу автомобіля застосовуються додаткові поправочні коефіцієнти до об'єму двигуна: наддування — 1,6, роторний — 1,8, NOS — 1,5. Критерієм для оцінки об'єму двигуна є розшифровка VIN-Коду.

## Дрег-рейсінг в іграх
Гра Street legal — симулятор дрег гонок.
У багатьох іграх серії Need for Speed дрег включений як вид перегонів.